# Voltaggio
Voltaggio är en ort och kommun i provinsen Alessandria i regionen Piemonte i Italien. Kommunen hade 709 invånare (2018).